# Section de l'Arsenal
La section de l’Arsenal était, sous la Révolution française, une section révolutionnaire parisienne.

## Représentants
Elle était représentée à la Commune de Paris par :
- Jacques Pierre Coru, né à Neauphe (Orne) en 1731 ou 1732, grainier demeurant 229 rue Saint-Antoine. Administrateur des Quinze-Vingts, il est guillotiné le 11 thermidor an II (29 juillet 1794) ;
- Pierre Henry, né à Riez (Basses-Alpes) en 1746, receveur de loterie demeurant 222 rue Saint-Antoine. Administrateur des Quinze-Vingts, il est guillotiné le 11 thermidor an II à 49 ans[3].
- Louis-Joseph Mercier, né à Sacy-le-Grand (Oise) en 1754 ou 1755, menuisier demeurant 14 rue des Trois-Pistolets. Administrateur des Quinze-Vingts, il est guillotiné le 11 thermidor an II.

## Historique
La section de l’Arsenal n’a pas changé de nom.

## Territoire
Quartier actuel de l’Arsenal avec le boulevard Henri-IV sur tout son parcours.

## Limites
La rue des Fossés-Saint-Antoine entière, depuis la rivière jusqu’à la rue du Faubourg-Saint-Antoine ; la place de la Bastille, à gauche, jusqu’à la rue Saint-Antoine ; la rue Saint-Antoine, à gauche, jusqu’à la rue des Nonaindières ; la rue des Nonaindières, à gauche, jusqu’au Pont Marie ; le quai Saint-Paul, le port Saint-Paul, le quai de l'Arsenal, le long de la rivière, jusqu’à la rue des Fossés-Saint-Antoine.

## Intérieur
Les rues des Prêtres, Percée, Saint-Paul, des Barres, du Figuier, du Fauconnier, de l'Étoile, des Jardins, des Lions, Neuve-Saint-Paul, des Trois-Pistolets, Gérard-Boquet, Beautreillis, du Petit-Mule, de la Cerisaye, le quai des Célestins, les cours de l'Arsenal, les maisons qui se trouvent situées dans l’île Louviers, etc., et généralement toutes les rues, culs-de-sac, places, etc., enclavés dans cette limite.

## Local
La section de l’Arsenal se réunissait dans l’église Saint-Louis-la-Culture, l’actuelle église Saint-Paul-Saint-Louis, située 101 rue Saint-Antoine.

## Population
10 250 habitants dont 900 ouvriers et 850 économiquement faibles. La section comprenait 1 400 citoyens actifs.

## 9 Thermidor an II
Lors de la chute de Robespierre, le 9 thermidor an II (27 juillet 1794) la section de l’Arsenal soutint la Convention nationale sauf deux de ses représentants, J.P. Coru et Louis-Joseph Mercier, qui furent guillotinés.

## Évolution
Après le regroupement par quatre des sections révolutionnaires par la loi du 19 vendémiaire an IV (11 octobre 1795) qui porte création de 12 arrondissements, la présente section est maintenue comme subdivision administrative, puis devient, par arrêté préfectoral du 10 mai 1811, le quartier de l'arsenal (9e arrondissement de Paris).
11 thermidor an II (29 juillet 1794)

## Galerie

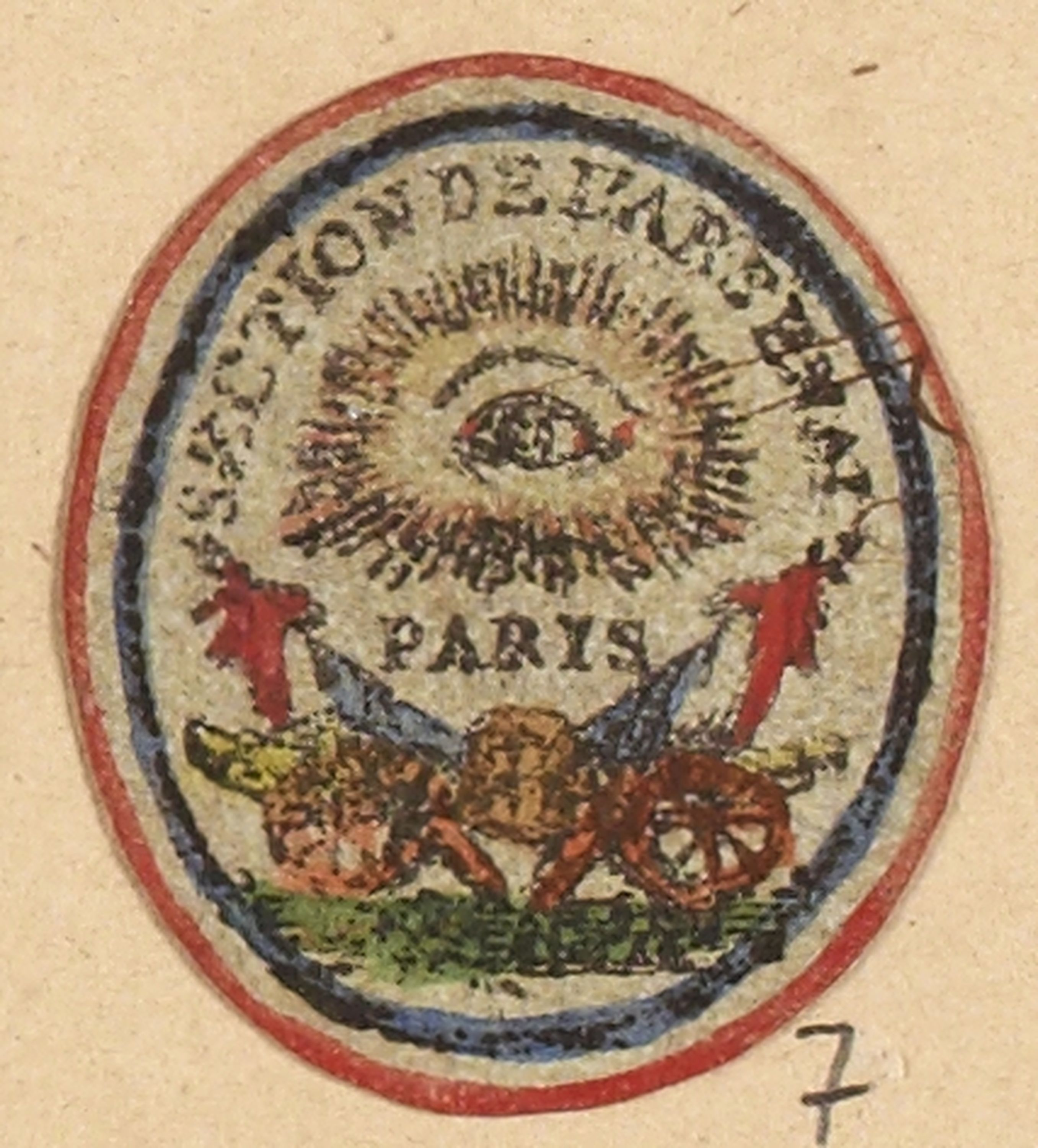
Jeton de la section de l’Arsenal.
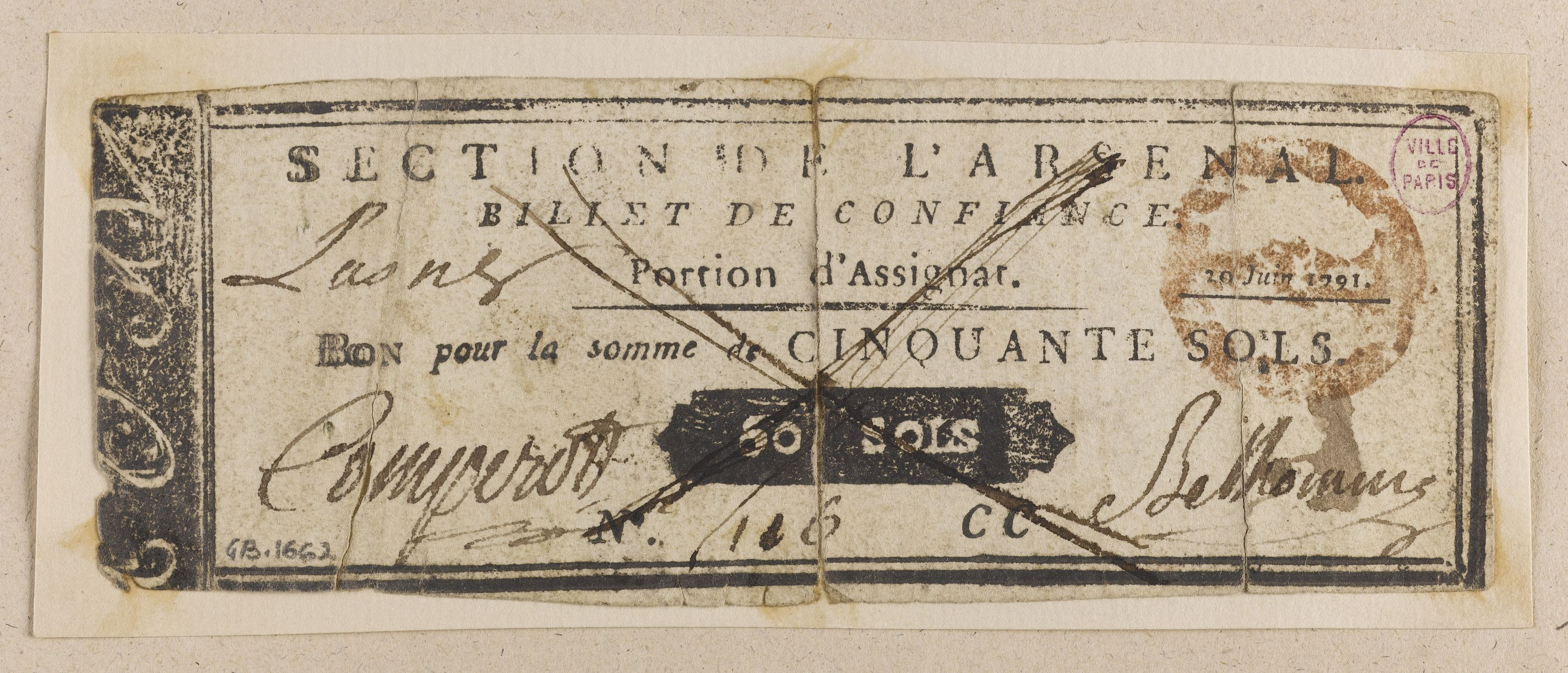
Billet (de confiance) de 50 sous, émis par la section de l’Arsenal.
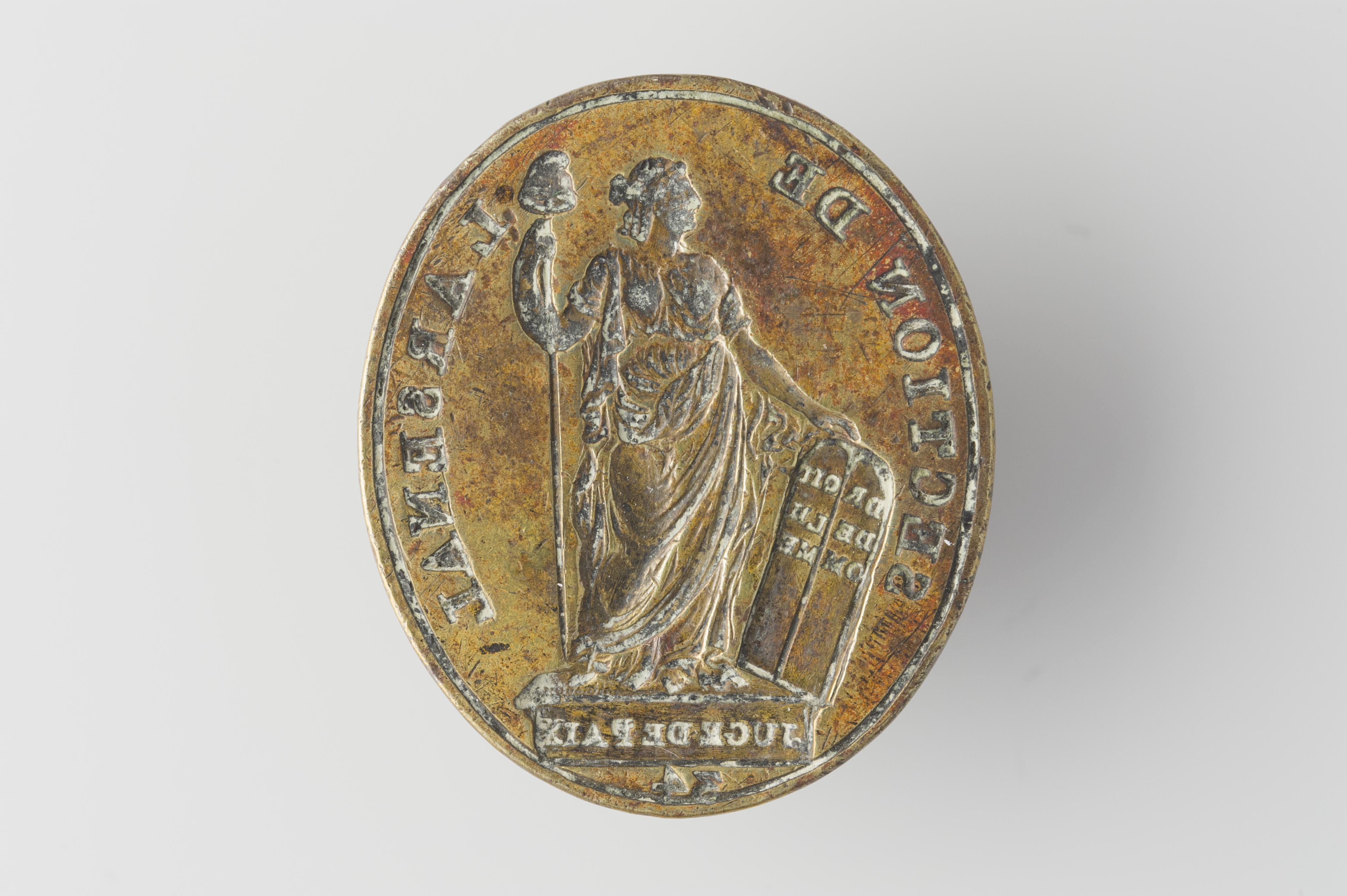
Section de l’Arsenal : sceau du juge de paix de la section de l’Arsenal.

## Sources et références
1. ↑  Plan avec les sections révolutionnaires de Paris
2. ↑  Michel Eude : La commune robespierriste, page 340
3. ↑  Albert Soboul et Raymonde Monnier, Répertoire du personnel sectionnaire parisien en l'an II, Paris, Publications de la Sorbonne, 1985 (BNF 34862941).
4. ↑  Procès-verbal de l’Assemblée nationale, t. 22, Paris, Baudouin, 1789, p. 71-72.
5. ↑  Dictionnaire historique des rues et monuments de Paris, de Félix et Louis Lazare, 1855.